# القوات الجوية الإسرائيلية
القوات الجوية الإسرائيلية (بالعبرية: זרוע האויר והחלל)، زروع ها أفير فيهاحلال، "ذراع الطيران والفضاء، والمعروفة عامةً بـ חיל האויר، هيل ها أفير، قوات الطيران) هي سلاح الجو التابع للجيش الإسرائيلي، تأسست في 28 مايو 1948 عقب إعلان "استقلال إسرائيل". القائد الحالي للقوات الجوية الإسرائيلية هو علوف تومير بار.
تكونت القوات الجوية الإسرائيلية (IAF) في بدايتها من طائرات مدنية خُصصت لها أو تبرع مساهمون بها ومن طائرات قتالية قديمة فائضة من الحرب العالمية الثانية. وفي النهاية، جرى شراء المزيد من الطائرات، بما في ذلك بوينغ بي-17، بريستول بيافايتر، دي هافيلاند موسكيتو وبي-51دي موستانغ. لعبت القوات الجوية الإسرائيلية دوراً هاماً في عملية قادش، الدور الإسرائيلي في حرب العدوان الثلاثي عام 1956، بإبرار مظليين إسرائيليين في ممر متلا. كما نفذت العملية موكد في 5 يونيو 1967، اليوم الأول من حرب 67، مما أدى إلى تدمير القوات الجوية العربية المحاربة وتحقيق تفوق جوي إسرائيلي لبقية الحرب. بعد فترة وجيزة من نهاية حرب 67 أو حرب الأيام الستة، شنت مصر حرب الاستنزاف، قابلها سلاح الجو الإسرائيلي بغارات متكررة لأهداف إستراتيجية عميقة داخل الأراضي المصرية. وعندما اندلعت حرب أكتوبر (يوم الغفران) في 6 أكتوبر 1973، أجبر التقدم المصري-السورية القوات الجوية الإسرائيلية على التخلي عن خطط مُفصلة لتدمير الدفاعات الجوية لكلا البلدين. بعدما أُجبرت على العمل في أجواء من التهديدات الصاروخية والمدفعية المضادة للطائرات، ومع ذلك سمح الدعم الجوي الذي قدمته للجيش الإسرائيلي على الأرض بوقف الهجوم العربي وشن هجوم مضاد.
تتلقى القوات الجوية الإسرائيلية معظم طائراتها العسكرية من الولايات المتحدة منذ حرب 67، مثل طائرات الفانتوم، سكاي هوك، إف-15 وإف-16 وإف-35 لايتينغ. كما تعمل بها عدداً من الأنواع المنتجة محلياً مثل نيشر ولاحقاً كفير الأكثر تطوراً. وفي 7 يونيو 1981، نفذت ثمانية مقاتلات إف-16أيه من سلاح الجو الإسرائيلي بتغطية من ست طائرات إف-15أيه عملية أوبرا لتدمير المفاعل النووي العراقي المسمى أوزيراك. وفي 9 يونيو 1982، نفذت عملية «الحراقات 19» أو معركة سهل البقاع، التي أدت إلى شل قوات الدفاع الجوي السوري. مما مكن القوات الجوية الإسرائيلية من مواصلة شن هجمات على مواقع حزب الله ومنظمة التحرير الفلسطينية في جنوب لبنان. وفي 1 أكتوبر 1985، نفذت القوات الجوية الإسرائيلية عملية «الساق الخشبية»، رداً على هجوم لمنظمة التحرير الفلسطينية أدى إلى مقتل ثلاثة إسرائيليين في قبرص. تضمنت الضربة الجوية قصف طائرات إف-15 لمقر منظمة التحرير الفلسطينية في تونس. وفي 1991، نفذت عملية سليمان، لنقل اليهود الإثيوبيين إلى إسرائيل. وبين عامي 1993 و1996، شاركت في عملية تصفية الحساب وعملية عناقيد الغضب، على التوالي. كما شاركت في العديد من المهمات منذ ذلك الحين، بما في ذلك خلال حرب لبنان في 2006، عملية الرصاص المصبوب، عملية عمود السحاب وعملية الجرف الصامد. نجح سلاح الجو الإسرائيلي في قصف مفاعل نووي سوري مزعوم خلال عملية خارج الصندوق في 6 سبتمبر 2007.

## مهام القوات الجوية الإسرائيلية
مهام القوات الجوية الإسرائيلية مُحددة كالآتي:
- حماية دولة إسرائيل من أي هجوم جوي والدفاع عن منطقة عمليات الجيش الإسرائيلي
- تحقيق التفوق الجوي في جميع أنحاء منطقة عمليات الجيش الإسرائيلي
- المشاركة في القتال براً وبحراً
- ضرب أهداف في عمق أرض العدو
- التجسس والاستطلاع والمشاركة في تشكيل صورة للاستخبارات العامة وتقييمها
- نقل القوات والمعدات وأنظمة الأسلحة
- القيام بعمليات البحث والإنقاذ والإخلاء الجوي
- تنفيذ عمليات خاصة
- البناء والتحديث المستمر، كجزء من الخطة العامة لتحديث الجيش الإسرائيلي وبما يتفق مع السلطة المخولة لها

## الشعار

شارة الطيران

تتكون شارة/شعار القوات الجوية الإسرائيلية الموجودة على الطائرات من نجمة داود زرقاء سداسية على خلفية دائرة بيضاء. توجد عادةً في ستة مواضع من الطائرات، في الجزئين العلوي والسفلي من كل جناح، وعلى جانبي جسم الطائرة. هناك أيضاً نسخة أخرى ذات رؤية محدودة تستعمل من هذه الشارة، عبارة عن نجمة داود زرقاء لكن بدون خلفية الدائرة البيضاء، إلا أن استخدامها ليس شائعاً. أما شعارات الأسراب فتوجد عادة على الذيل.

## تاريخها

### السنوات الأولى (1948-1967)

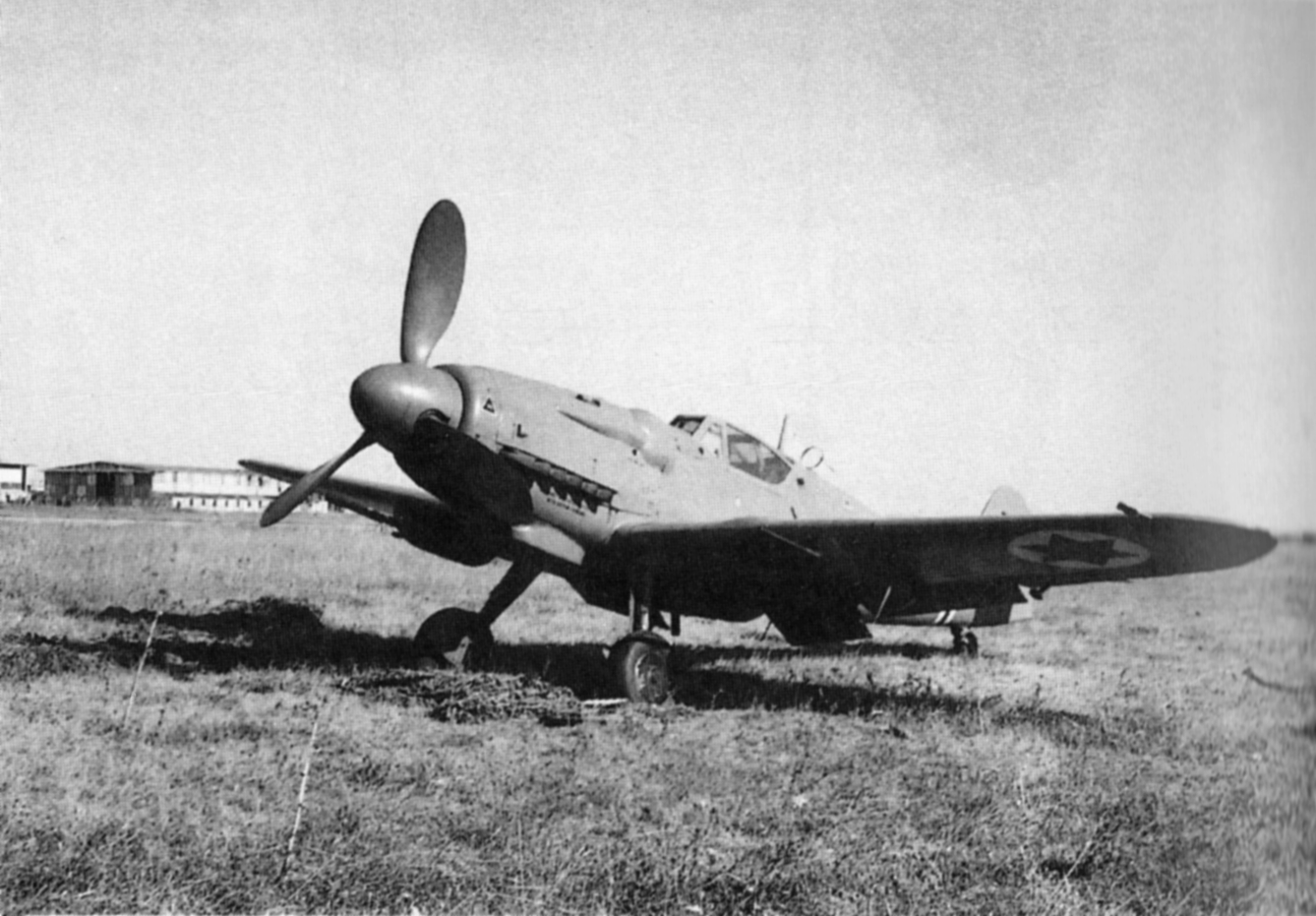
أفيا إس-199 إسرائيلية

تألفت نواة القوات الجوية الإسرائيلية من كلا من «خدمة الطيران الفلسطيني» التي أسستها منظمة إرجون في 1937، وشيروت آفير (שרות אויר) أي (الخدمة الجوية)، سلاح الجو الخاص بالهاجاناه. حتى تشكلت القوات الجوية الإسرائيلية رسمياً في 28 مايو 1948، بعد وقت قصير من إعلان قيام دولة إسرائيل التي وجدت نفسها في حالة حرب. تألفت القوات الجوية من خليط من طائرات مدنية إما جُندت أو تبرع مساهمون بها وعُدلت لتلائم الاستخدام العسكري. كما ابتيع على وجه العجل عبر وسائل مختلفة مجموعة من المقاتلات القديمة الفائضة من الطائرات السابقة للحرب العالمية الثانية لاستكمال هذا الأسطول الجوي. تألفت نواة القوات الجوية الإسرائيلية من 25 طائرة طراز أفيا إس-199 (اُشتُريّت من تشيكوسلوفاكيا، وبالأخص مسرشميت بي إف 109 المصنعة في تشيكوسلوفاكيا)، 60 طائرة سوبرمارين سبتفاير من نسخة (L.F Mk IXe)، التي جُمِعّ أولها محلياً لأول سرب جوي إسرائيلي «إسرائيل 1» من قطع غيار بريطانية مُخزنة ومحرك طائرة مسرشميت مصرية جرى قطره، أما معظم الأجزاء فقد جُلبت من تشيكوسلوفاكيا. لقد كان الإبداع والحيلة أساساً للنجاح العسكري الإسرائيلي الجوي المبكر، بديلاً عن التكنولوجيا (التي كانت، في بدايات سلاح الجو الإسرائيلي، أدنى من تلك المستخدمة من قبل الخصوم). كان أغلب الطيارين العسكريين المتخرجين في القوات الجوية الإسرائيلية عام 1948، 15 من أصل 18 طياراً من السرب 101 (إسرائيل)، من المتطوعون الأجانب (يهود وغير يهود)، وكان معظمهم من قدامى محاربي الحرب العالمية الثانية الذين أرادوا معاونة إسرائيل في حربها لأجل إقامة دولة لها، فيما كان بقيتهم الثلاثة طيارون عسكريون من قدامى المحاربين الإسرائيليين في الحرب العالمية الثانية، في حين كان طيارو سلاح الخدمة الجوية (شيروت آفير) أساساً من السكان المحليين الذين حلقوا بالطائرات المدنية الخفيفة كوسائل إمداد واستطلاع ودعم للهجمات البرية باستخدام قنابل خفيفة تُرمى من الطائرات باليد مع مدافع رشاشة يدوية.

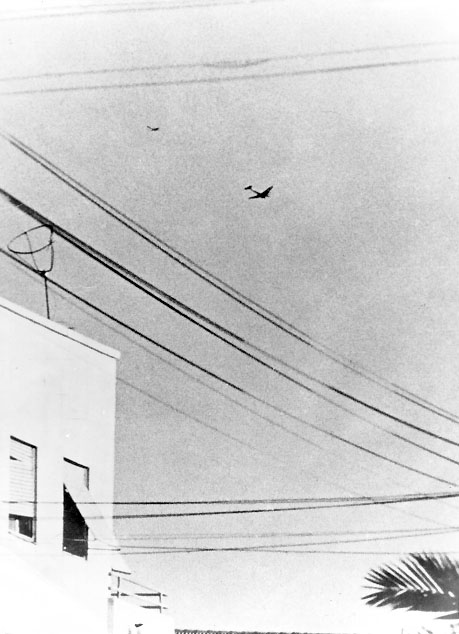
الصورة الشهيرة لقاذفة سي-47 مصرية ترافقها مقاتلة سبتفاير مصرية بعد تنفيذ مهمة قصف ضد تل أبيب، ما اعتبره البعض مطاردة مودي آلون لقاذفة داكوتا مصرية من القاذفتين اللتين قصفتا تل أبيب وينجح في إسقاطهما مُحققاً بذلك أول نصر جوي في تاريخ القوات الجوية الإسرائيلية وهو ادعاء ثبت عدم صحته.

شهد الذراع الجوي الإسرائيلي المستحدث أول عملياته في 29 مايو 1948، عندما ساعد في الجهود المنشودة لوقف التقدم المصري شمال غزة. حيث حلقت أربع طائرات حديثة الوصول طراز أفيا إس-199، بقيادة كلاً من لو لينارت، مودي آلون، عيزر فايتسمان وإيدي كوهين وتصدت للقوات المصرية بالقرب من أشدود. وعلى الرغم من ضآلة الخسائر التي لحقت بالقوات المصرية، بالإضافة إلى خسارة طائرتين ومصرع إيدي كوهين، فقد حقق الهجوم هدفه وأوقف تقدم المصريين.
بعدما هوجمت الطائرات المُفككة على الأرض يوم 30 مايو في مطار عقرون، نُقلت المقاتلات إلى قطاع مؤقت يقع حول مطار هرتسيليا الحالي. والذي كان مطاراً يُستخدم كونه بعيداً قليلاً عن خطوط الجبهة جزء وكان وجوده سرياً، فقد بُنيّ لأجل هذا الغرض عقب بدء الأعمال القتالية، بين بساتين البرتقال حول هرتسيليا، كما أنه لم يكن ظاهراً على الخرائط المنشورة.
وفق السرد الإسرائيلي الرسمي، سجلت القوات الجوية الإسرائيلية أولى انتصاراتها الجوية في 3 يونيو عندما أسقط مودي ألون، الذي كان يحلق بطائرة طراز أفيا دي.112، قاذفتين دوغلاس سي-47 تابعتين للقوات الجوية المصرية كانتا قد قصفتا تل أبيب، انتقاماً لقصف إسرائيلي سابق على العاصمة الأردنية عمان. ويُدلل على ذلك بالصورة الشهيرة التي تُظهر مطاردة مودي ألون لإحداهما فوق تل أبيب قبل أن يُسقطها، إلا أن الصورة هي لقاذفة مصرية ترافقها مقاتلة مصرية طراز سبتفاير وفي هذا اليوم لم تسقط أي طائرة إطلاقاً لأي طرف مع غياب الأدلة المادية للإدعاءات الإسرائيلية، وكل ما فعله ألون هو أن فتح النار على إحدي القاذفتين قبل أن ينسحب مما أدى إلى تضررها، فأُجبرت على الهبوط اضطرارياً بالقرب من الشاطئ عند أسدود وحلقت ثانيةً نحو مصر بعد إصلاحها، أما القاذفة غير المتضررة فقد استمرت في التحليق نحو وجهتها حتى هبطت في مطار ألماظة بالقرب من القاهرة.
```
أما المعركة الجوية الأولى ضد المقاتلات المعادية فقد وقعت بعد عدة أيام، في الثامن من يونيو، عندما أسقط 
جدعون ليشتمان
 طائرة 
سبتفاير
 مصرية.
[
9
]
 خلال هذه العمليات الإستهلالية، عمل السرب الإسرائيلي بعدد قليل من الطائرات مقابل سيادة جوية عربية شبه كاملة على مسرح العمليات، فيما كانت الطائرات الإسرائيلية متناثرة بين أشجار البرتقال. لاحقاً نُقلت المقاتلات إلى 
قاعدة حتسور الجوية
 من قطاع هرتسليا في أكتوبر بسبب عدم ملاءمتها خلال الأجواء الممطرة، والخسارة المحتملة لموضع المنطقة السري، سمح تحريك الخطوط الأمامية من جعل القواعد البريطانية السابقة آمنة للاستخدام، مما أدى إلى تحول ميزان التفوق الجوي ناحية الإسرائيليين.
[
10
]
[
11
]
[
12
]
```

ومع تصاعد وتيرة الحرب، اشترت إسرائيل المزيد والمزيد من الطائرات، بما في ذلك بوينغ بي-17، بريستول بيافايتر، دي هافيلاند موسكيتو وبي-51 موستانغ، مما أدى إلى تحول في ميزان القوى.

### حرب السويس 1956
لَعبت القوات الجوية الإسرائيلية دوراً هاماً خلال عملية قادش، العملية التي نفذها الجيش الإسرائيلي خلال حرب العدوان الثلاثي عام 1956. في بداية العملية، في 29 أكتوبر، قطعت طائرات بي-51 موستانغ الإسرائيلية، خطوط الهاتف في سيناء، بعضها باستخدام شفرات مروحاتها، بينما أسقطت 16 طائرة دوغلاس دي سي-3 ترافقها المقاتلات مظليين إسرائيليين خلف الخطوط المصرية في ممر متلا والطور. كما شنت القوات الجوية الإسرائيلية هجمات على الوحدات الأرضية المصرية وساعدت البحرية الإسرائيلية في الاستيلاء على المدمرة البحرية المصرية إبراهيم الأول، التي كانت تقصف ميناء حيفا الإسرائيلي، حيث ألحقت غارة جوية أضراراً بمحركاتها، مما أتاح للسفن الإسرائيلية الوصول إليها وأسرها.

طائرات مصرية مدمرة على الأرض بعد الضربة الجوية الإسرائيلية 5 يونيو 1967

### حرب 67
نَفذّ سلاح الجو الإسرائيلي العملية موكد (بالعبرية: מבצע מוקד) خلال ثلاث ساعات من صباح يوم 5 يونيو 1967، اليوم الأول من حرب 67 (حرب الأيام الستة)، مما أدى إلى تحييد القوات الجوية العربية المعادية محققاً بذلك تفوقاً جوياً لما تبقى من زمن الحرب. ففي خلال هجوم مفاجئ، دَمَرّ الطيران الإسرائيلي معظم سلاح الجو المصري بينما كانت طائراته جاثمة على الأرض. وبحلول نهاية اليوم، مع قُرب انخراط البلدان العربية المحيطة في القتال، دَمَرّ الطيران الإسرائيلي القوات الجوية السورية والأردنية أيضاً، بل امتدت عملياته إلى قصف بعض القواعد الجوية بالعراق. دمرت إسرائيل ما مجموعه 452 طائرة عربية، منها 49 إلى 70 خلال المعارك الجوية بعد ستة أيام من القتال. بينما بلغت خسائر قواتها الجوية 46 طائرة محطمة ومقتل 24 طيار وإصابة 18 طيار، كما وقع 7 طيارين في الأسر.
قررت إدارة ليندون جونسون بيع مقاتلات إف-4 فانتوم إلى إسرائيل في 1968 عقب الأداء المبهر للقوات الجوية الإسرائيلية في حرب 67، مما مَثَلّ أول عملية بيع لمعدات عسكرية أمريكية إلى إسرائيل.

### حرب الاستنزاف

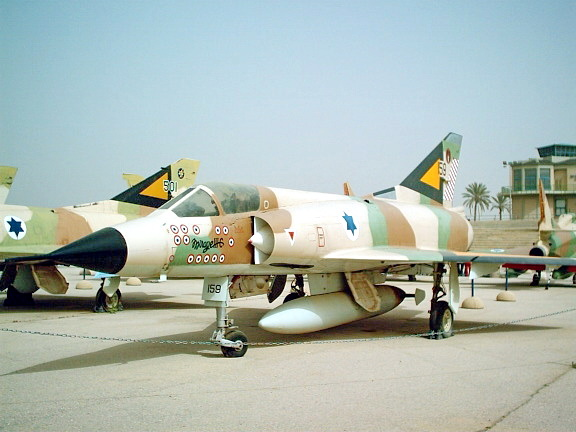
طائرة ميراج إسرائيلية يظهر عليها شارة 13 طائرة أسقطتهم خلال معارك الستينات والسبعينات

بدأت مصر حرب الاستنزاف بعد نهاية حرب 1967 بوقت قصير، على أمل منع إسرائيل من تعزيز سيطرتها على الأراضي التي احتلتها في 1967. هدفت إسرائيل خلال هذه الحرب إلى تكبيد الجانب المصري خسائر فادحة، من أجل دفعه لقبول وقف إطلاق النار. وبناء عليه قصفت القوات الجوية الإسرائيلية أهدافاً إستراتيجية في العمق المصري واشتبكت مراراً وتكراراً مع القوات الجوية العربية من أجل بسط سيادتها الجوية، وفي الوقت نفسه دعمت العمليات البرية والبحرية للجيش الإسرائيلي. ولكن في أواخر 1969 بدأ الاتحاد السوفييتي بنشر وحدات مقاتلة وقواعد صواريخ أرض جو في مصر. وسرعان ما انضمت قواعد الصواريخ المضادة للطائرات إلى الجيش المصري في مواجهات مباشرة مع الطائرات الإسرائيلية. كذلك حلق بعض الطيارون السوفيت بدوريات جوية، لكن الطيارون الإسرائيليون تلقوا أوامر بعدم الاشتباك معهم. ومع ذلك، في 30 يوليو 1970، وصل التوتر إلى ذروته بحيث أسفر كمين أعده الطيران الإسرائيلي عن معركة جوية كبيرة (عملية ريمون 20) بين الطيران الإسرائيلي وطائرات ميج يقودها طيارون سوفيت، أسفرت المعركة عن إسقاط خمس طائرات ميج، في حين لم يتكبد سلاح الجو الإسرائيلي أي خسائر. أدى الخوف من المزيد من التصعيد وانخراط القوى العظمى في الصراع إلى إنهاء الحرب. أسقطت القوات الجوية الإسرائيلية من 98 إلى 114 طائرة مصرية بحلول نهاية أغسطس 1970، مقابل خسارة أربع طائرات في المعارك الجوية ولا يشمل ذلك الطائرات التي أسقطتها الدفاعات الجوية المصرية والسورية والأردنية. يزعم الجانب السوفيتي سقوط 60 طائرة مصرية فقط خلال الحرب مقابل إسقاط الجانب المصري لحوالي 20 طائرة إسرائيلية بواسطة الصواريخ أرض-جو والمدفعية المضادة للطائرات في حين يشير تقدير آخر إلى سقوط 24 إلى 26 طائرة إسرائيلية وهناك تقدير سوفيتي يرجح سقوط 40 طائرة.

### حرب أكتوبر

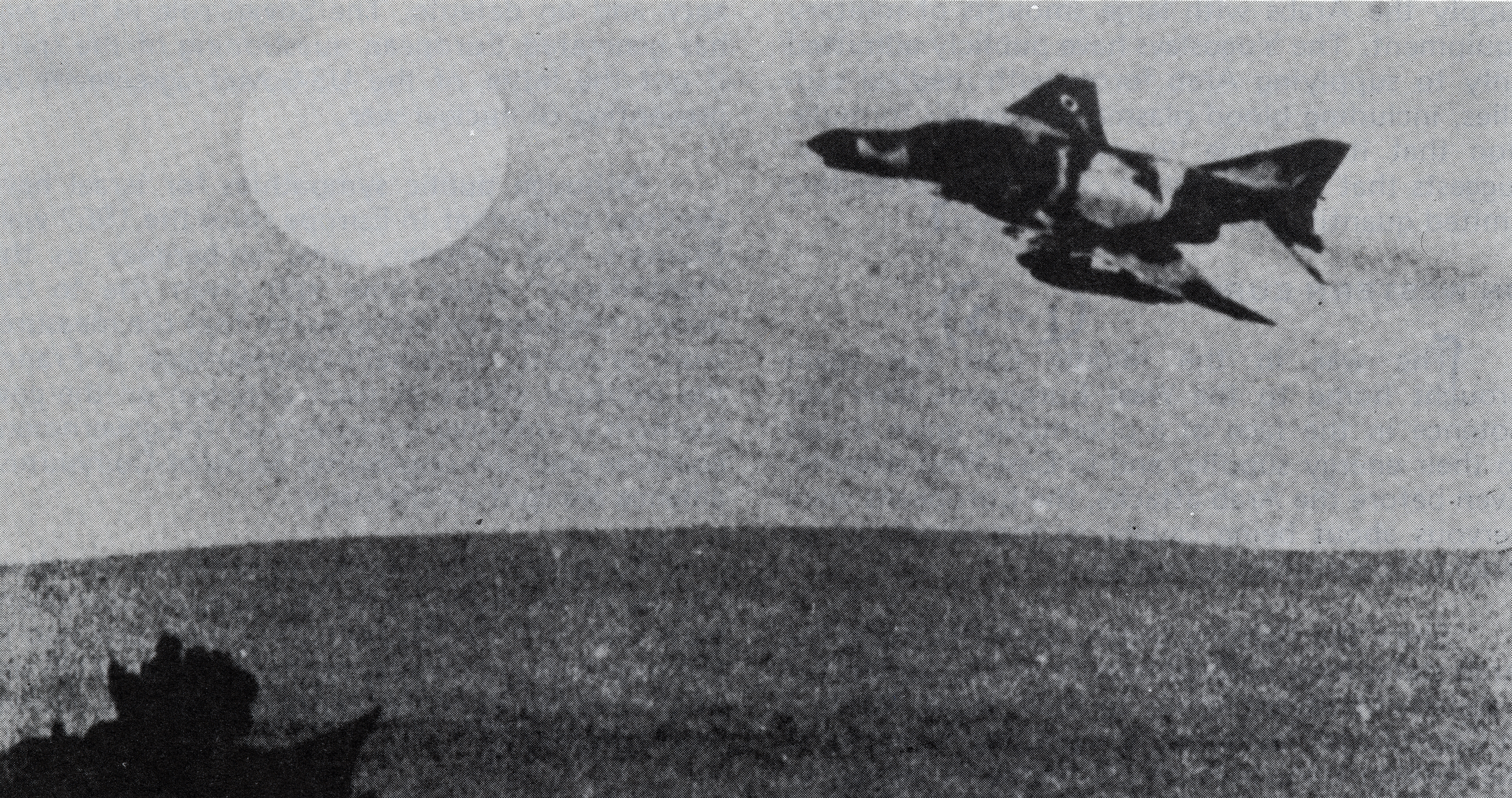
فانتوم إسرائيلية خلال حرب أكتوبر

عندما لاحت ملامح حرب في الأفق، بحيث بدا أن الحرب على وشك الحدوث في 6 أكتوبر 1973، بدأت القوات الجوية الإسرائيلية بالتحضير لضربة استباقية ضد المطارات المصرية والسورية ومواقع الدفاع الجوي. غير أن الحكومة الإسرائيلية قررت عدم الاستباق. لذلك عندما بدأت الحرب في الساعة 14:00 كانت الطائرات الإسرائيلية في طور إعادة التسليح ضمن دورها في المعارك الجوية. وفي صباح اليوم التالي بدأت عملية تاغار، عملية قمع دفاعات العدو الجوية (SEAD) ضد الدفاع الجوي المصري، بداية من ضرب القواعد الجوية المصرية. ومع ذلك، سرعان ما توقفت العملية عندما أصبح الوضع المتأزم في هضبة الجولان واضحاً. ولهذا جرى إعادة توجيه القوات الجوية الإسرائيلية شمالاً، حيث وقعت (عملية نموذج 5) الفاشلة. وذلك عندما حلقت الطائرات الإسرائيلية بمعلومات استخباراتية قديمة وبدون مساندة إلكترونية، ضد قواعد سام متحركة ومدفعية أرضية قوية، مما أدى إلى خسارة الطيران الإسرائيلي لست طائرات فانتوم. وأُجبر على التخلي عن الحملة المتواصلة لإسكات الدفاعات الجوية وذلك لمواجهة التقدم المصري والسوري كما أُجبر على العمل تحت تهديد صواريخ سام. على الرغم من ذلك، فإن الدعم الجوي القريب الذي قدمته الطائرات الإسرائيلية سمح للقوات البرية الإسرائيلية بوقف التقدم المصري-السوري، ثم شن هجوم مضاد، في الشمال أولاً وفي الجنوب ثانياً.

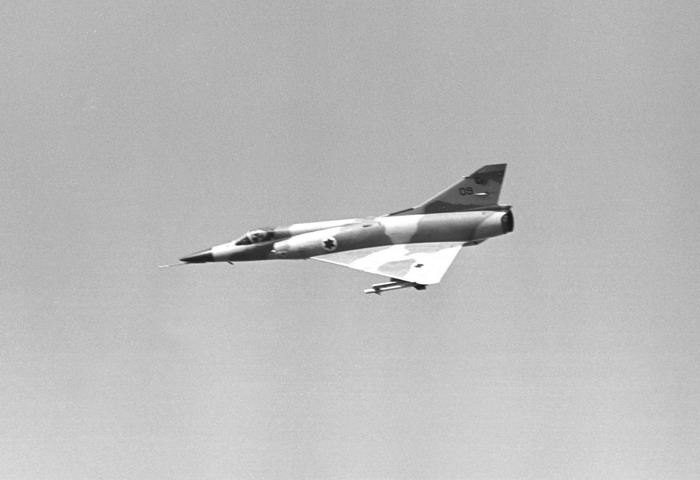
ميراج إسرائيلية فوق مرتفعات الجولان خلال الحرب

عقب فشل الهجوم الإسرائيلي المضاد في سيناء في 8 أكتوبر، ظل الوضع الجبهة الجنوبية كما هو وركز الطيران الإسرائيلي جهوده على الجبهة السورية. وبينما قدمت طائرات سكاي هوك الدعم اللازم للقوات البرية، على حساب خسارة 31 طائرة بحلول نهاية اليوم الرابع من الحرب، قصفت طائرات الفانتوم مراراً المطارات الجوية السورية. في أعقاب قصف القوات السورية بصواريخ فروغ-7 أهدافاً عسكرية ومدنية في شمال إسرائيل، شن الطيران الإسرائيلي أيضاً حملة لتدمير البنية التحتية التي تعتمد عليها سوريا في دعم الحرب، باستهداف أهدافاً إستراتيجية في سوريا مثل أنظمة صناعة النفط وتوليد الكهرباء. وبحلول 13 أكتوبر، تراجع السوريون إلى ما وراء خطوطهم الأولية، بحيث أصبحت دمشق في نطاق المدفعية الإسرائيلية كما قُضيّ على لواء عراقي مدرع، كان في طليعة قواته.
شن الجيش المصري هجوماً على طول الجبهة في 14 أكتوبر، لكن الجيش الإسرائيلي استطاع صده. استكملت إسرائيل هذا النجاح من خلال مهاجمة نقطة التماس بين الجيشين المصريين الثاني والثالث وعبرت قناة السويس إلى مصر. وانتشرت القوات الإسرائيلية إلى شمال وجنوب قناة السويس، مدمرة لوحدات مؤخرة الجيش المصري ومحدثة فراغاً في حائط صواريخ الدفاع الجوي. مما سمح للطيران الإسرائيلي بحرية الطيران التي سبق وأن مُنعّ منها وأدت الهجمات المتكررة إلى انهيار قوات الدفاع الجوي المصرية. مما كان عاملاً لزيادة الضغط الدبلوماسي من أجل إنهاء الحرب، إلى جانب تزايد دور القوات الجوية المصرية. ومن حوالي 18 أكتوبر إلى نهاية الحرب، وقعت معارك جوية كثيفة بين الطائرات الإسرائيلية والمصرية.
تشير البيانات الإسرائيلية الرسمية عن خسائر القوات الجوية الإسرائيلي الرسمي في حرب أكتوبر إلى خسارة 102 طائرة، بما في ذلك 32 طائرة فانتوم إف-4، 53 طائرة سكاي هوك، 11 ميراج، و6 طائرات سوبر ميستير، في حين تشير تقادير أخرى إلى خسارة 128 طائرة إسرائيلية.
إضافة إلى خسارة 91 من طياري سلاح الجو الإسرائيلي، من بينهم 53 لقوا مصرعهم. طبقاً للتقديرات الإسرائيلية سقطت 172 طائرة مصرية في المعارك الجوية، بينما خسر الطيران الإسرائيلي من 5 إلى 21 طائرة (على جميع الجبهات) وهي خسارة المعارك الجوية فقط. لم تُصدر أي أرقام رسمية من الجانب العربي عن حجم خسارتهم، بينما تشير تقارير أن إجمالي الخسائر المصرية كانت ما بين 235 و242 طائرة، في حين خسرت سوريا ما بين 135 و179.

### التوسع (1973-1982)
عقب الحرب حصلت إسرائيل على معظم طائراتها العسكرية حصرياً من الولايات المتحدة. ومن بين هذه الطائرات إف-4 فانتوم الثانية وإيه-4 سكايهوك وإف-15 إيغل وإف-16 فايتينغ فالكون. استخدمت القوات الجوية الإسرائيلية أيضاً عدداً من الأنواع المنتجة محليًا مثل آي إيه آي نيشر ولاحقاً، آي إيه آي كافير الأكثر تقدمًا، والتي كانت مستنسخة من داسو ميراج-5. جرى تكييف كافير لتستخدم محركًا أمريكيًّا أكثر قوة، أنتج بموجب ترخيص في إسرائيل. حلقت أربع طائرات نقل إسرائيلية من طراز سي-130 هيركليز سراً إلى مطار عنتيبي من أجل مهمة إنقاذ في 4 يوليو 1976. كذلك شارك سلاح الجو الإسرائيلي في عملية الليطاني في مارس 1978.
نفذت ثمانية مقاتلات تابعة لسلاح الجو الإسرائيلي إف-16إيه ترافقها ست طائرات إف-15إيه عملية أوبرا في 7 يونيو 1981، لتدمير المفاعل النووي العراقي أوزيراك. أصبح إيلان رامون الذي كان من بين الطيارين الذين شاركوا في الهجوم، أول رائد فضاء إسرائيلي فيما بعد.

### حرب لبنان 1982 وما تلاها

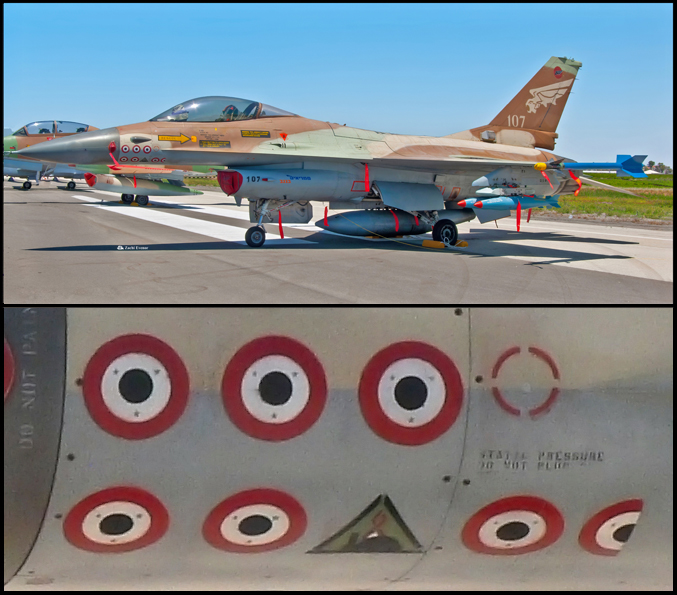
طائرة إف-16إيه المسماة نيتز 107 عليها 7.5 شارة إسقاط جوي، بالإضافة إلى شارة اشتراكها في مهمة قصف المفاعل النووي العراقي خلال عملية أوبرا

أقامت سوريا بمساعدة الاتحاد السوفيتي شبكة متداخلة من صواريخ أرض جو في وادي البقاع في لبنان قبل حرب لبنان عام 1982. نفذ سلاح الجو الإسرائيلي عملية مول كريكيت 19 في 9 يونيو 1982، مما أدى إلى شل منظومة الدفاع الجوي السورية. كما تمكنت القوات الجوية الإسرائيلية من إسقاط 86 طائرة سورية دون أن تخسر طائرة مقاتلة واحدة في المعارك الجوية اللاحقة ضد القوات الجوية السورية. ودمرت الحوامات الإسرائيلية طراز إيه إتش-1 كوبرا عشرات المركبات القتالية السورية المدرعة وأهدافًا برية أخرى، بما في ذلك بعض دبابات القتال الرئيسية طراز تي-72.
واصل سلاح الجو الإسرائيلي شن هجمات على مواقع حزب الله ومنظمة التحرير الفلسطينية في جنوب لبنان لسنوات عديدة بعد النهاية الرسمية للحرب وطوال الوجود الإسرائيلي في لبنان. كما نفذ عملية الساق الخشبية في 1 أكتوبر 1985، رداً على هجوم لمنظمة التحرير الفلسطينية أسفر عن مقتل ثلاثة إسرائيليين في قبرص. كان الهجوم عبارة عن قصف لمقر منظمة التحرير الفلسطينية في تونس بطائرات إف-15 إيغلز. كانت هذه أطول مهمة قتالية قامت بها القوات الجوية الإسرائيلية على الإطلاق، على امتداد 2300 كم، شملت إعادة التزود بالوقود أثناء الطيران بواسطة طائرة بوينغ 707 إسرائيلية. ونتيجة لذلك، تعرض مقر منظمة التحرير الفلسطينية وثكناتها للتدمير أو الضرر.

### التسعينات وما بعدها
تطورت القوات الجوية الإسرائيلية وبُني العديد من أنظمة الإلكترونيات والأسلحة الخاصة بها في إسرائيل من قبل شركة الصناعات العسكرية الإسرائيلية وشركة صناعات الفضاء الإسرائيلية وشركة إلبيت، وغيرها. حدثت القوات الجوية الإسرائيلية معظم طائراتها بأنظمة إسرائيلية متقدمة الصنع منذ التسعينيات، مما أدى إلى تحسُن أدائها. بدأت القوات الجوية الإسرائيلية في استلام مروحية إيه إتش-64 أباتشي في 1990، كما بدأت في تجهيز طائراتها بصواريخ رافائيل بيتون 4 وبوباي وديربي.
تعرضت إسرائيل لهجوم بصواريخ سكود العراقية خلال حرب الخليج الثانية عام 1991. كان طيارو سلاح الجو الإسرائيلي على أهبة الاستعداد في قمرة القيادة طوال فترة الصراع، وعلى استعداد للتحليق إلى العراق للرد. ومع ذلك، فإن الضغط الدبلوماسي وكذلك رفض الولايات المتحدة منح رموز أجهزة الإرسال والاستقبال لنظام تحديد العدو والصديق، أبقيا سلاح الجو الإسرائيلي على الأرض بينما سعت المساعدات الجوية لدول التحالف وبطاريات صواريخ باتريوت التي قدمتها الولايات المتحدة وهولندا إلى التعامل مع صواريخ سكود.
نفذ سلاح الجو الإسرائيلي عملية سليمان في 1991 التي جلبت اليهود الإثيوبيين إلى إسرائيل. كما شارك في عملية تصفية الحساب وعملية عناقيد الغضب على التوالي في عامي 1993 و1996.

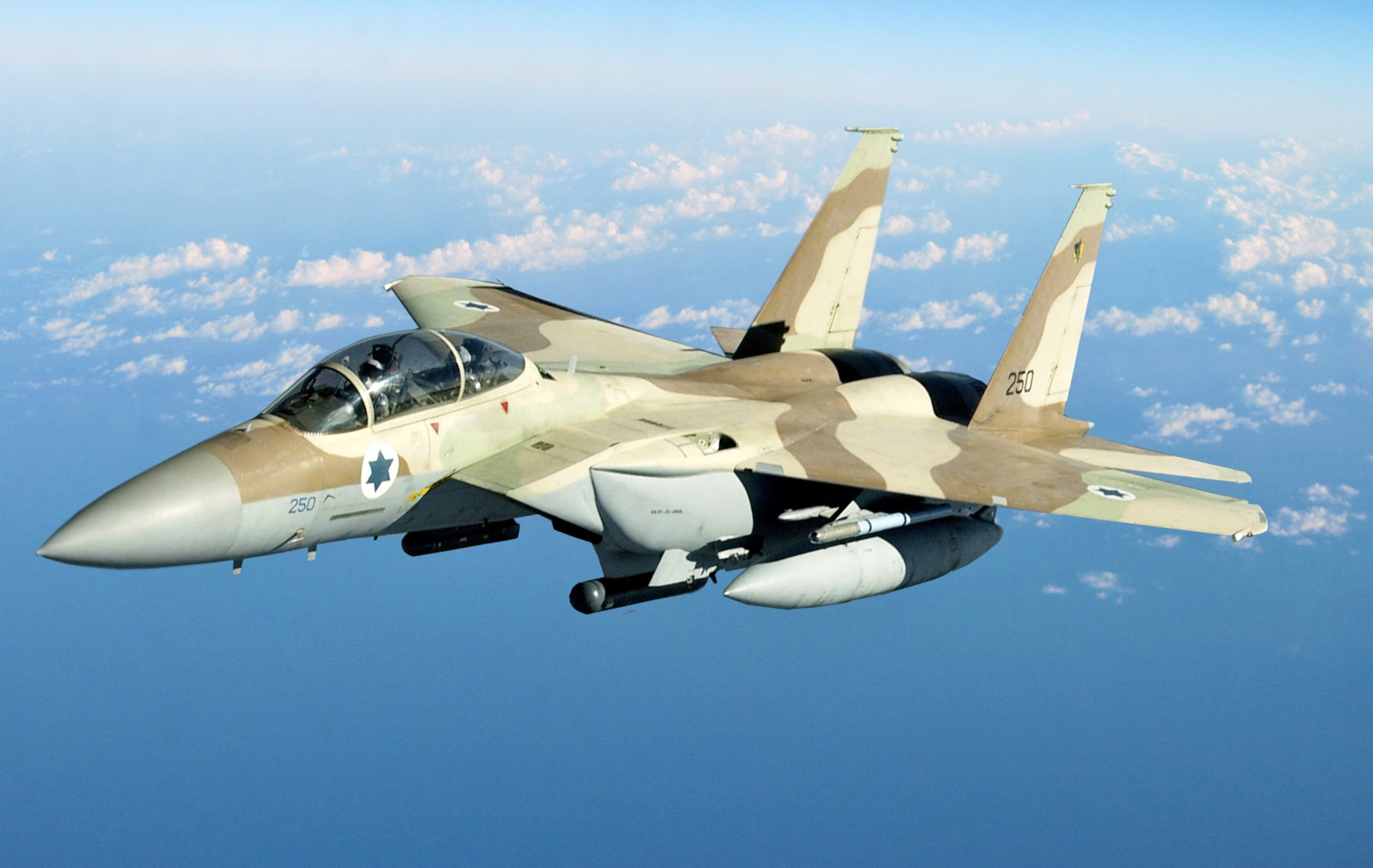
مقاتلة إف-16آي راعام تتبع السرب 69 خلال مناورات العلم الأحمر 04-3

في أواخر التسعينيات، بدأت القوات الجوية الإسرائيلية في الحصول على مقاتلات إف-15آي راعام (الرعد) وإف-16آي صوفا (العاصفة)، المصنّعة خصيصًا لإسرائيل وفقًا لمتطلبات قواتها الجوية. وصلت أول طائرة من 102 طائرة نسخة صوفا في أبريل 2004 لتنضم إلى أسطول إف-16 الذي كان بالفعل الأكبر خارج سلاح الجو الأمريكي. اشترت القوات الجوية الإسرائيلية أيضًا صواريخ جو-جو الإسرائيلية المتقدمة طراز رافائيل بيتون 5، المزودة بقدرة المجال الكامل، بالإضافة إلى نسخة خاصة من أباتشي لونغ بو، المسمى إيه إتش-64دي آي أو ساراف. كذلك تسلمت طائرات غلف ستريم الخامسة المعدلة («ناخشون») في 2005، والمجهزة بأنظمة استخباراتية متقدمة من إنتاج شركة الصناعات العسكرية الإسرائيلية. بحلول 2013 أصبحت إسرائيل أكبر مصدر للطائرات بدون طيار في العالم. وفي ديسمبر 2016، تلقت إسرائيل زوجها الأول من طائرات إف-35 لايتينغ الثانية من الولايات المتحدة.
بعد ثلاثة أشهر من اغتيال زعيم حزب الله عباس الموسوي، شنت القوات الجوية الإسرائيلية هجوماً على جنوب لبنان بنحو خمس غارات جوية خلال ستة أيام. وكانت بعض الأهداف التي قصفت تقع شمالاً حتى بعلبك. في اليوم الأخير، 26 مايو 1992، وقعت أكثر من 40 ضربة صاروخية. وقد قُتل أكثر من 20 مدنياً أثناء هذه الهجمات.
شن سلاح الجو الإسرائيلي غارات مكثفة ضمن عمليات الجيش الإسرائيلي خلال الانتفاضة الفلسطينية الثانية، بما في ذلك عمليات لاغتيال القادة الفلسطينيين، أبرزهم صلاح شحادة والشيخ أحمد ياسين وعبد العزيز الرنتيسي.
في 5 أكتوبر 2003، هاجم سلاح الجو الإسرائيلي ما زعم أنه معسكر تدريب لمسلحين فلسطينيين في قرية عين الصاحب، سوريا. كرد فعل بعد يوم واحد من هجوم تبنته حركة الجهاد الإسلامي استهدف مطعماً في حيفا، كانت هذه أول عملية عسكرية إسرائيلية علنية في سوريا منذ حرب أكتوبر.

### حرب لبنان 2006
لعب سلاح الجو الإسرائيلي دوراً حاسماً في حرب لبنان 2006. هدفت ضربات سلاح الجو الإسرائيلي بشكل رئيسي، وإن لم يكن حصرياً، في جنوب لبنان إلى وقف إطلاق مليشيا حزب الله للصواريخ على المستعمرات الإسرائيلية. نفذ سلاح الجو الإسرائيلي أكثر من 12000 مهمة قتالية خلال هذه الحرب. أبرزها، وقع خلال اليوم الثاني من الحرب، ونتج عنها تدمير 59 راجمة صواريخ متوسطة وطويلة المدى مقدمة من إيران في 34 دقيقة فقط. وقعت إدانات واسعة النطاق في أعقاب الغارة الجوية التي شنتها القوات الجوية الإسرائيلية في 30 يوليو على مبنى كان يشتبه في أنه مخبأ للمسلحين بالقرب من قرية قانا، حيث قُتل 28 مدنياً. أسقط حزب الله مروحية إسرائيلية من طراز سي إتش-53 ياعسور في اليوم الأخير من الحرب، مما أسفر عن مقتل خمسة من أفراد الطاقم. كما أسقطت الطائرات الإسرائيلية ثلاث طائرات مسيرة تابعة لحزب الله إيرانية الصنع أثناء القتال.

### عملية خارج الصندوق 2007
هاجم سلاح الجو الإسرائيلي ما يعتقد أنه موقع سوري مشتبه به في إنتاج أسلحة نووية خلال عملية خارج الصندوق في 2007. استخدم سلاح الجو الإسرائيلي نظام الحرب الإلكترونية لتحييد الدفاعات الجوية السورية، عبر خداعها بصورة سماوية زائفة فيما كانت الطائرات الإسرائيلية تحلق عميقاً في سوريا، حيث قصفت أهدافها وعادت إلى إسرائيل دون اعتراضها.

### الحروب على غزة
شارك الطيران الإسرائيلي في هجمات عنيفة متكررة على قطاع غزة الذي تسيطر عليه حماس منذ 2007. قاد سلاح الجو الإسرائيلي عملية الرصاص المصبوب في ديسمبر 2008، حيث نفذ أكثر من 2360 غارة جوية. وكان له دور رئيسي في تدمير أهداف حماس، وقتل العديد من كبار قادتها، بمن فيهم سعيد صيام، نزار ريان، توفيق جبر، وأبو زكريا الجمال.
وطبقاً لتقرير إخباري لشبكة سي بي إس، قصفت طائرات إسرائيلية في يناير 2009 قافلة شاحنات في السودان كانت متجهة إلى مصر وتحمل أسلحة على ما يبدو موجهة إلى قطاع غزة. قُصفت 17 شاحنة وقتل 39 مهرباً في الغارة. في 5 أبريل 2011 دُمرت إحدى السيارات التي كانت متوجهة من مطار بورتسودان إلى بورتسودان بصاروخ وقُتل كلا الراكبين، ومن المحتمل أن أحدهما كان قيادياً عسكرياً كبيراً في حماس. ألقى وزير الخارجية السوداني باللوم على إسرائيل في الهجوم. أفادت الصحف السودانية أن الطائرات الإسرائيلية هاجمت قوافل أسلحة متجهة إلى غزة مرة أخرى في أواخر 2011. في 24 أكتوبر الأول 2012، زعمت السودان أن إسرائيل قصفت مصنعاً للذخيرة جنوب الخرطوم.
كما تدير القوات الجوية الإسرائيلية وحدات صواريخ سطح-جو ومدفعية مضادة للطائرات، كان دورها الأساسي منذ 1990، هو اعتراض الصواريخ سطح-سطح والصواريخ التي تستهدف إسرائيل. بدأ سلاح الجو الإسرائيلي تشغيل نظام الصواريخ المضادة للصواريخ «القبة الحديدية» في 2011، والذي نجح خلال عام في اعتراض وتدمير 93 صاروخاً أُطلق من غزة على بلدات إسرائيلية.
شاركت القوات الجوية الإسرائيلية في نوفمبر 2012، في عملية عامود السحاب، والتي استهدفت خلالها القوات الإسرائيلية، بحسب المتحدث باسم الجيش الإسرائيلي، أكثر من 1500 موقع عسكري في قطاع غزة، بما في ذلك منصات إطلاق الصواريخ وأنفاق التهريب ومراكز القيادة وتصنيع الأسلحة ومرافق تخزين. نفذ سلاح الجو العديد من هذه الهجمات.
شارك سلاح الجو الإسرائيلي، بين 8 يوليو و5أغسطس 2014، في عملية الجرف الصامد، والتي استهدفت خلالها القوات الإسرائيلية، بحسب المتحدث باسم الجيش الإسرائيلي، 4762 موقعاً في أنحاء قطاع غزة، بما في ذلك مواقع إطلاق الصواريخ، ومراكز القيادة والسيطرة ومنشآت الإدارة العسكرية ومرافق تخزين الأسلحة وتصنيعها والمجمعات التدريبية والعسكرية.
نفذت المدفعية والقوات الجوية الإسرائيلية 1500 غارة على غزة أثناء عملية حارس الجدران في مايو 2021.

### حوادث الحرب الأهلية السورية

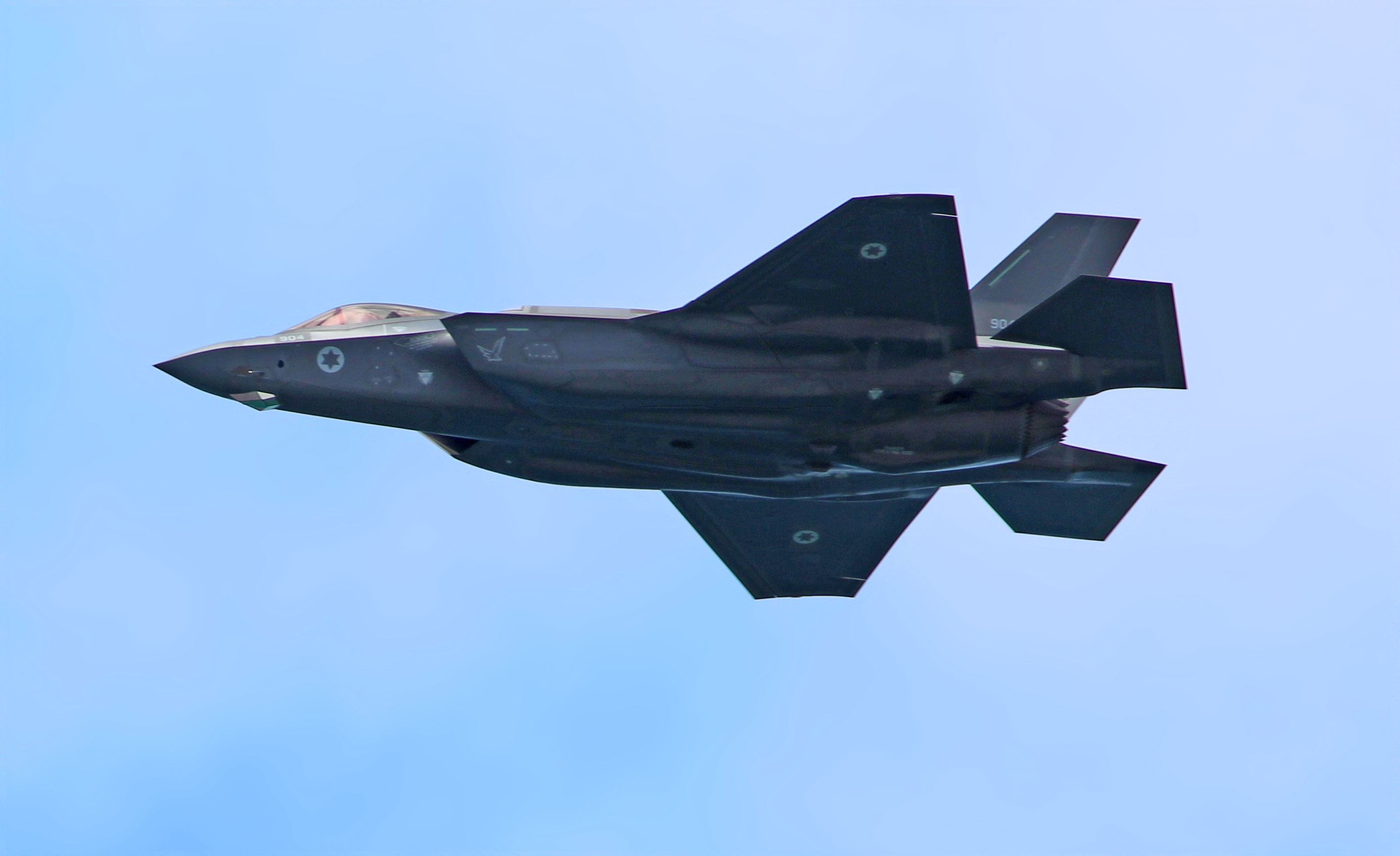
سجلت إف-35 (أدير) أول ضربة عملياتية لها استهدفت منشآت عسكرية إيرانية في سوريا خلال اشتباكات 2018.

شهدت الحرب الأهلية المستعرة في سوريا، من حين لآخر، تدخلاً للقوات الجوية الإسرائيلية، بعضه مُعلن عنه، وبعضه غير معترف به والبعض الآخر منسوب إليها فقط. تشمل أبرز الحوادث ما يلي:
- إسقاط طائرة تابعة للقوات الجوية السورية من طراز سوخوي سو-24 في 23 سبتمبر 2014: أسقطت بطارية دفاع جوي تابعة للقوات الجوية الإسرائيلية طراز إم آي إم-104 باتريوت هذه الطائرة، بعد أن عبرت خط وقف إطلاق النار السوري الإسرائيلي خلال مهمة هجوم بري ضد قوات المعارضة السورية.[58]
- في 20 و21 أغسطس 2015: شنت إسرائيل غارات جوية في سوريا، مما أسفر عن مقتل العديد من المسلحين، بعد أن أصابت أربعة صواريخ مرتفعات الجولان والجليل الأعلى.[59]
- الغارات الجوية الإسرائيلية في مارس على سوريا 2017: في 17 مارس 2017 هاجمت طائرات إسرائيلية أهدافاً في سوريا. أُطلقت عدة صواريخ من بطارية إس-200 [الإنجليزية] على الطائرات الإسرائيلية، وأسقط إحداها بصاروخ هيتز 2. فيما لم تتضرر أي طائرة.[60][61][62][63] كانت هذه الحادثة أول غارة إسرائيلية مؤكدة بوضوح على الأراضي السورية خلال الحرب الأهلية السورية.[64]
- حادث 10 فبراير 2018: أسقطت طائرة إسرائيلية من طراز إيه إتش-64 طائرة مسيرة إيرانية اخترقت الحدود الإسرائيلية. شنت 4 طائرات إف-16 إسرائيلية غارة على سوريا أثناء بقائها في المجال الجوي الإسرائيلي، لقصف منشآت توجيه الطائرات المسيرة الإيرانية، كما ورد، وقعت الغارة عبر الحدود. أُسقطت إحدى طائرات إف-16 بواسطة صواريخ سطح-جو السورية وتحطمت في شمال إسرائيل، وهي أول طائرة إسرائيلية تسقط في القتال منذ 1982. تمكن الطياران من القفز بالمظلة فوق الأراضي الإسرائيلية. وقد أُصيب الطياران، لكنهما غادرا المستشفى بعد حوالي أسبوع.[65] وبعد ذلك هاجمت إسرائيل الدفاعات الجوية السورية والأهداف الإيرانية.[66][67]
- حادث 10 مايو 2018: بعد أن أطلقت قوات النخبة الإيرانية في الجانب الذي يسيطر عليه السوريون من مرتفعات الجولان حوالي 20 صاروخاً باتجاه مواقع للجيش الإسرائيلي دون التسبب في أضرار أو إصابات،[68] ردت إسرائيل بهجمات صاروخية على سوريا.[69] وأكد سلاح الجو الإسرائيلي وقوع الغارات.[70] حيث قُتل 23 مقاتلاً، من بينهم 18 مقاتلاً أجنبياً.[71] ذكر قائد سلاح الجو الإسرائيلي، أميكام نوركين، إن إسرائيل استخدمت مقاتلاتها الشبح طراز إف-35 للمرة الأولى.[72]
- حادث سبتمبر 2017: أفادت وسائل إعلام سورية في 17 سبتمبر 2018 بوقوع عدة انفجارات فوق مدينة اللاذقية بعد اعتراض مزعوم لصواريخ أطلقت من البحر المتوسط. أعلنت إسرائيل مسؤوليتها عن الهجوم على اللاذقية بعد إسقاط أنظمة الدفاع الجوي السورية لطائرة استطلاع روسية بالخطأ.[73] وزعمت وكالة أنباء سانا أن عشرة أشخاص أصيبوا جراء الهجوم الإسرائيلي.[74] بينما أفاد المرصد السوري لحقوق الإنسان عن مقتل جنديين سوريين،[75] فيما قُتل 113 جندياً إيرانياً خلال الشهر الماضي نتيجة الضربات الإسرائيلية في سوريا.[76]

## التنظيم
| هيكل القوات الجوية الإسرائيلية |
| ------------------------------ |
|                                |

### التنظيم الإداري
- رئيس هيئة الأركان الجوية
- شعبة الطائرات ثابتة الجناح
- شعبة المروحيات
- شعبة المخابرات
- شعبة المعدات
- شعبة القوى العاملة
- رئيس الخدمات الطبية
- شعبة وحدة التحكم
- شعبة القوات الجوية الخاصة
  - شالداغ - وحدة العمليات الخاصة بالقوات الجوية
  - الوحدة 669 - وحدة الإخلاء الطبي
- قيادة الدفاع الجوي
  - فوج الدفاع الجوي الشمالي
  - فوج الدفاع الجوي المركزي
  - فوج الدفاع الجوي الجنوبي (بما في ذلك مدرسة الدفاع الجوي)

### التنظيم العملياتي
- قاعدة رمات دافيد الجوية (الجناح 1)
  - السرب 101 «سرب المقاتلات الأول»
  - السرب 105 «العقرب»
  - السرب 109 «الوادي»
  - السرب 193 «سرب مدافعي الغرب»
- قاعدة سدوت ميخا الجوية [الإنجليزية] (الجناح 2)
  - السرب 150
  - السرب 199
  - السرب 248
- قاعدة حتسور الجوية (الجناح الرابع)
  - السرب 100 «الجمل الطائر»
- قاعدة حتسريم الجوية (القاعدة الجوية 6)
  - السرب 69 «المطارق»
  - السرب 102 «النمر الطائر»
- فريق الاستعراض الجوي
  - السرب 107 «فرسان الذيل البرتقالي»
  - مدرسة المشاة الجوية
- قاعدة تل نوف الجوية (القاعدة الجوية 8)
  - السرب 106 «رأس الحربة»
  - السرب 114 «سادة الليل»
  - السرب 118 «فرسان الليل»
  - السرب 133 «سرب الذيل المزدوج»
  - السرب 210 «النسر الأبيض»[77]
  - السرب 601 (مركز اختبار الطيران)
  - الوحدة 555 «سكاي كروز» (وحدة حرب إلكترونية)[78]
- قاعدة عوفدا الجوية (قاعدة القوات الجوية 10)
  - السرب 115 «التنين الطائر»
  - مدرسة مهن الطيران
  - مدرسة ضباط القوات الجوية
- قاعدة حيفا الجوية (قاعدة سلاح الجو 21)
  - مدرسة المهن الفنية
  - الكلية التكنولوجية للقوات الجوية الإسرائيلية
- قاعدة رامون الجوية (الجناح 25)
  - السرب 113 «الدبابير»
  - السرب 119 «الوطواط»
  - السرب 190 «اللمسة السحرية»
  - السرب 201 «الواحد»
  - السرب 253 «النقب»
  - قاعدة نفاطيم الجوية (قاعدة القوات الجوية 28)
  - السرب 103 «الأفيال»
  - السرب 116 «أسود الجنوب»
  - السرب 117 «سرب النفاثات الأول»
  - السرب 120 «عمالقة الصحراء»
  - السرب 122 «نحشون»
  - السرب 131 «فرسان الطائر الأصفر»
  - السرب 140 «النسر الذهبي»
- قاعدة بلماحيم الجوية (قاعدة القوات الجوية 30)
  - السرب 123 «طيور الصحراء»
  - السرب 124 «السيف الدوار»
  - السرب 151 (سرب اختبار الصواريخ)
  - السرب 161 «الثعبان الأسود»
  - السرب 166 «الشرارة»
  - السرب 200 «سرب المسيرات الأول»

## القوى الجوية

### طائرات حالية
| الطائرة                              | المنشأ                     | النوع                                       | الطراز                            | في الخدمة | ملاحظات                               |         |
| مقاتلات                              | مقاتلات                    | مقاتلات                                     | مقاتلات                           | مقاتلات   | مقاتلات                               | مقاتلات |
| ------------------------------------ | -------------------------- | ------------------------------------------- | --------------------------------- | --------- | ------------------------------------- | ------- |
| بوينغ إف-15 إيغل                     | الولايات المتحدة           | مقاتلة متعددة المهام                        | إف-15آي «باز»                     | 84        |                                       |         |
| ماكدونيل دوغلاس إف-15 إي سترايك إيغل | الولايات المتحدة           | مقاتلة ضاربة                                | إف-15آي «راعام»                   | 25        |                                       |         |
| إف-16 فايتينغ فالكون                 | الولايات المتحدة           | مقاتلة متعددة المهام                        | إف-16سي/آي «نيتز»                 | 175       |                                       |         |
| لوكهيد مارتن إف-35 لايتنيغ الثانية   | الولايات المتحدة           | مقاتلة شبحية متعددة المهام                  | إف-35آي «أدير»                    | 36        |                                       |         |
| طائرات الإنذار المبكر والسيطرة       |                            |                                             |                                   |           |                                       |         |
| بوينغ 707                            | الولايات المتحدة · إسرائيل | إنذار مبكر وسيطرة                           |                                   | 2         | معدلة بمصفوفة مسح إلكتروني نشط        |         |
| غلف ستريم جي 550                     | الولايات المتحدة           | إنذار مبكر وسيطرة                           | إنذار مبكر محمول جواً              | 2         | مزودة برادار إي إل/دبليو-2085         |         |
| طائرات استطلاع                       |                            |                                             |                                   |           |                                       |         |
| سوبر كينغ إير                        | الولايات المتحدة           | استخبارات إشارات/استخبارات إشارات إلكترونية | بي 200                            | 18        |                                       |         |
| غلف ستريم جي 550                     | الولايات المتحدة           | استخبارات إشارات/استخبارات إشارات إلكترونية | طائرة مهمات إلكترونية خاصة (سيما) | 3         |                                       |         |
| إعادة تموين وقود                     |                            |                                             |                                   |           |                                       |         |
| بوينغ 707                            | الولايات المتحدة           | إعادة تموين وقود                            |                                   | 7         |                                       |         |
| بوينغ كيه سي-767                     | الولايات المتحدة           | نقل/إعادة تموين وقود                        |                                   |           | 4 تحت الطلب                           |         |
| سي-130 هيركوليز                      | الولايات المتحدة           | نقل/إعادة تموين وقود                        | كيه سي-130 إتش                    | 4         |                                       |         |
| نقل                                  |                            |                                             |                                   |           |                                       |         |
| سوبر كينغ إير                        | الولايات المتحدة           | متعددة الأغراض/نقل                          | بي 200                            | 4         | اثنتان توفرا تدريباً متعدد المحركات    |         |
| سي-130 هيركوليز                      | الولايات المتحدة           | نقل/بحث وإنقاذ                              | سي-130إي/إتش                      | 6         |                                       |         |
| سي-130 جيه سوبر هركيوليز             | الولايات المتحدة           | نقل جوي تكتيكي                              | سي-130 جيه-30                     | 7         |                                       |         |
| مروحيات                              |                            |                                             |                                   |           |                                       |         |
| بيل 206                              | الولايات المتحدة           | متعددة الأغراض                              |                                   | 4         |                                       |         |
| بوينغ إيه إتش-64 أباتشي              | الولايات المتحدة           | هجومية                                      | إيه إتش-64 إيه/إيه إتش-64 دي      | 48        |                                       |         |
| سيكورسكي يو إتش-60                   | الولايات المتحدة           | متعددة الأغراض                              | يو إتش-60إيه/إل                   | 48        |                                       |         |
| إس إتش-60                            | الولايات المتحدة           | حرب مضادة للسطح                             | إس إتش-60إف                       |           | 8 تحت الطلب                           |         |
| سي إتش-53                            | الولايات المتحدة           | نقل ثقيل                                    | إس-65 سي-3                        | 22        |                                       |         |
| يوروكوبتر إيه إس 565                 | فرنسا                      | بحث وإنقاذ                                  |                                   | 5         | تعمل في البحرية الإسرائيلية           |         |
| تدريب                                |                            |                                             |                                   |           |                                       |         |
| إم-346 لافي                          | إيطاليا                    | طائرة تدريب متقدمة                          |                                   | 30        |                                       |         |
| بوينغ إف-15 إيغل                     | الولايات المتحدة           | طائرة تدريب محولة                           | إف-15 بي/دي                       | 18        |                                       |         |
| إف-16 فالكون                         | الولايات المتحدة           | طائرة تدريب محولة                           | إف-16 دي                          | 49        |                                       |         |
| بيل أو إتش-58                        | إيطاليا                    | مروحية تدريب                                |                                   | 18        |                                       |         |
| تي-6 تكسان 2                         | الولايات المتحدة           | طائرة تدريب متوسطة                          | تي-6إيه                           | 20        |                                       |         |
| غروب جي 120                          | ألمانيا                    | طائرة تدريب أساسية                          | جي 120إيه                         | 16        |                                       |         |
| أغستاوستلاند إيه دبليو 119           | إيطاليا                    | مروحية تدريب                                |                                   |           | 12 تحت الطلب                          |         |
| دون طيار                             |                            |                                             |                                   |           |                                       |         |
| آي إيه آي إيتان                      | إسرائيل                    | مراقبة                                      | حيرون-تي بي                       |           | مسيرة طويلة المدى على ارتفاعات متوسطة |         |
| آي إيه آي حيرون                      | إسرائيل                    | مراقبة                                      | حيرون-1                           |           | مسيرة طويلة المدى على ارتفاعات متوسطة |         |
| هرمز 900                             | إسرائيل                    | مراقبة                                      |                                   |           | مسيرة طويلة المدى على ارتفاعات متوسطة |         |
| هرمز 450                             | إسرائيل                    | مراقبة                                      |                                   |           |                                       |         |

## اختيار الطيارين والتدريب
حصل 39 طياراً إسرائيلياً على لقب بطل طيار، نتيجة إسقاطهم ما لا يقل عن 5 طائرات معادية حسب البيانات الإسرائيلية. ومن بين هؤلاء، 10 طيارين أسقطوا ما لا يقل عن 8 طائرات نفاثة. العقيد غيورا إبستاين هو أعلى بطل طيار إسرائيلي برصيد 17 طائرة معادية. يحمل إبستاين الرقم القياسي العالمي لإسقاط الطائرات النفاثة وأكبر عدد من الطائرات من أي نوع أُسقطت من بعد الحرب الكورية.
كان الجيش الإسرائيلي يحظر على النساء فرصة أن يصبحن طيارات حتى 1995. عندما نجحت الطيارة المدنية ومهندسة الطيران أليس ميلر في تقديم التماس إلى محكمة العدل الإسرائيلية العليا لإجراء اختبارات تدريب للطيارات في سلاح الجو الإسرائيلي، بعد رفضهن على أساس الجنس. قضت المحكمة في نهاية المطاف في 1996 بأن سلاح الجو الإسرائيلي لا يمكنه استبعاد النساء المؤهلات من تدريب الطيارين. كان أن الحكم بمثابة نقطة تحول، على الرغم من أن ميلر لم تجتاز الاختبارات، حيث فتح الأبواب أمام النساء لمناصب جديدة في الجيش. أصبحت «شاري» أول خريجة كملاح إف-16 في 1998 عقب رفع الحظر، تلتها بعد ثلاث سنوات روني زوكرمان [الإنجليزية]، أول طيارة مقاتلات نفاثة في تاريخ سلاح الجو.

### الرتب
رتب القوات الجوية الإسرائيلية مماثلة لرتب الجيش الإسرائيلي الأخرى [الإنجليزية]. تتطابق شارات الرتبة متطابقة باستثناء استخدامها للون الفضي فوق خلفية زرقاء داكنة. الضابط الأعلى رتبةً في الخدمة هو قائد سلاح الجو، برتبة لواء (ألوف)، وهو مسؤول مباشرة أمام رئيس أركان الجيش الإسرائيلي.
رتب الضباط
| القوة العسكرية            | الضباط الأمراء   | الضباط الأمراء | الضباط الأمراء | الضباط الأمراء   | الضباط الأمراء   | الضباط الأمراء       | الضباط الأمراء       | الضباط الأمراء     | الضباط الأمراء     | الضباط الأمراء   | الضباط القادة    | الضباط القادة | الضباط القادة | الضباط القادة | الضباط القادة | الضباط القادة | الضباط الأعوان      | الضباط الأعوان      | الضباط الأعوان      | الضباط الأعوان                    | الضباط الأعوان                    | الضباط الأعوان                    | الضباط الأعوان                    | الضباط الأعوان                    | الطلاب                            | الطلاب                                | الطلاب                                | الطلاب                                | الطلاب                                | الطلاب                                | الطلاب                                | الطلاب | الطلاب | الطلاب | الطلاب | الطلاب |
| ------------------------- | ---------------- | -------------- | -------------- | ---------------- | ---------------- | -------------------- | -------------------- | ------------------ | ------------------ | ---------------- | ---------------- | ------------- | ------------- | ------------- | ------------- | ------------- | ------------------- | ------------------- | ------------------- | --------------------------------- | --------------------------------- | --------------------------------- | --------------------------------- | --------------------------------- | --------------------------------- | ------------------------------------- | ------------------------------------- | ------------------------------------- | ------------------------------------- | ------------------------------------- | ------------------------------------- | ------ | ------ | ------ | ------ | ------ |
| القوات الجوية الإسرائيلية |                  |                |                |                  |                  |                      |                      |                    |                    |                  |                  |               |               |               |               |               |                     |                     |                     |                                   |                                   |                                   |                                   |                                   |                                   |                                       |                                       |                                       |                                       |                                       |                                       |        |        |        |        |        |
| רב-אלוף راف ألوف          | רב-אלוף راف ألوف | אלוף ألوف      | אלוף ألوف      | תת-אלוף تات ألوف | תת-אלוף تات ألوف | אלוף משנה ألوف ميشني | אלוף משנה ألوف ميشني | סגן-אלוף سجان ألوف | סגן-אלוף سجان ألوف | רב סרן راف سيرين | רב סרן راف سيرين | סרן سيرين     | סרן سيرين     | סגן سجان      | סגן سجان      | סגן سجان      | סגן-משנה سجان ميشني | סגן-משנה سجان ميشني | סגן-משנה سجان ميشني | קצין אקדמאי בכיר ضابط أكاديمي أول | קצין אקדמאי בכיר ضابط أكاديمي أول | קצין אקדמאי בכיר ضابط أكاديمي أول | קצין אקדמאי בכיר ضابط أكاديمي أول | קצין אקדמאי בכיר ضابط أكاديمي أول | קצין אקדמאי בכיר ضابط أكاديمي أول | קצין מקצועי אקדמאי ضابط أكاديمي محترف | קצין מקצועי אקדמאי ضابط أكاديمي محترف | קצין מקצועי אקדמאי ضابط أكاديمي محترف | קצין מקצועי אקדמאי ضابط أكاديمي محترف | קצין מקצועי אקדמאי ضابط أكاديمي محترف | קצין מקצועי אקדמאי ضابط أكاديمي محترف |        |        |        |        |        |

رتب صف الضباط
| مجموعة الرتب              | كبار ضباط الصف   | كبار ضباط الصف   | كبار ضباط الصف   | كبار ضباط الصف              | كبار ضباط الصف              | كبار ضباط الصف              | كبار ضباط الصف                  | كبار ضباط الصف               | كبار ضباط الصف   | كبار ضباط الصف   | كبار ضباط الصف        | كبار ضباط الصف        | كبار ضباط الصف        | كبار ضباط الصف        | كبار ضباط الصف        | كبار ضباط الصف        | كبار ضباط الصف | كبار ضباط الصف | كبار ضباط الصف | كبار ضباط الصف | كبار ضباط الصف | كبار ضباط الصف | صغار ضباط الصف     | صغار ضباط الصف     | صغار ضباط الصف     | صغار ضباط الصف     | صغار ضباط الصف | صغار ضباط الصف | مجندون      | مجندون      | مجندون      | مجندون      | مجندون   | مجندون   | مجندون | مجندون |
| ------------------------- | ---------------- | ---------------- | ---------------- | --------------------------- | --------------------------- | --------------------------- | ------------------------------- | ---------------------------- | ---------------- | ---------------- | --------------------- | --------------------- | --------------------- | --------------------- | --------------------- | --------------------- | -------------- | -------------- | -------------- | -------------- | -------------- | -------------- | ------------------ | ------------------ | ------------------ | ------------------ | -------------- | -------------- | ----------- | ----------- | ----------- | ----------- | -------- | -------- | ------ | ------ |
| القوات الجوية الإسرائيلية |                  |                  |                  |                             |                             |                             |                                 |                              |                  |                  |                       |                       |                       |                       |                       |                       |                |                |                |                |                |                |                    |                    |                    |                    |                |                | بلا شارة    | بلا شارة    | بلا شارة    | بلا شارة    | بلا شارة | بلا شارة |        |        |
| القوات الجوية الإسرائيلية | רב-נגד راف ناغاد | רב-נגד راف ناغاد | רב-נגד راف ناغاد | רב-סמל בכיר راف سامال باخير | רב-סמל בכיר راف سامال باخير | רב-סמל בכיר راف سامال باخير | רב-סמל מתקדם راف سامال ميتكاديم | רב-סמל ראשון راف سامال ريشون | רב-סמל راف سامال | רב-סמל راف سامال | סמל ראשון سامال ريشون | סמל ראשון سامال ريشون | סמל ראשון سامال ريشون | סמל ראשון سامال ريشون | סמל ראשון سامال ريشون | סמל ראשון سامال ريشون | סמל سامال      | סמל سامال      | סמל سامال      | סמל سامال      | סמל سامال      | סמל سامال      | רב טוראי راف توراي | רב טוראי راف توراي | רב טוראי راف توراي | רב טוראי راف توراي | טוראי توراي    | טוראי توراي    | טוראי توراي | טוראי توراي | טוראי توراي | טוראי توراي |          |          |        |        |